# 佐世保鉄道1号形蒸気機関車
1号形は、佐世保鉄道が1920年（大正9年）の開業時に用意したタンク式蒸気機関車である。なお、佐世保鉄道では形式を付与していなかったため、この呼称は便宜的に付与したものである。

## 概要
本形式は、佐世保鉄道が1920年の開業に際して、大日本軌道鉄工部（後の雨宮製作所）に発注した、車軸配置0-4-0(B)、運転整備重量10tの単式2気筒飽和式のウェルタンク機関車である。最初の2両（1, 2)は1919年（大正8年）6月に設計認可申請が出され、同年10月に認可がされているが、本形式の重量に対して軌道の負担力が不足することが指摘され、急遽、軌道強化が行われたというエピソードがある。両機の製造番号は、212, 213と推定されている。製造は、1919年7月である。
その後、1921年（大正10年）4月に同形機（製造番号不明）が製造され、4となっている。さらに、1922年（大正11年）1月に1両(5)、続いて1923年（大正12年）7月に1両(6)が増備され、計5両が揃えられた。
しかし、本形式は動輪直径が小さく、旅客列車牽引用としては速度が遅いことが難点であった。また、運転時に前後動が激しかったことから、5, 6に対して1931年（昭和6年）8月に、動輪のタイヤの厚みを増して従来の679mmから737mmに増大し、さらに運転台下部に従輪を1軸追加して車軸配置を0-4-2(B1)とする改造を若津鉄工所で実施した。
本形式は、当初は本線系統で使用されたものの、1935年（昭和10年）頃から1936年（昭和11年）10月の国有化までは、世知原支区に所属し、もっぱら世知原駅 - 臼ノ浦駅間の混合列車用として使用されたようである。
国有化後は、車軸配置0-4-0の3両(1, 2, 4)がケ93形（ケ93 - ケ95）に、車軸配置0-4-2の2両(5, 6)がケ700形（ケ700, ケ701）に改称されている。
これらのうち、最も早く廃車されたのはケ93で、1938年（昭和13年）11月である。この機関車は、北海道庁落合森林鉄道に譲渡され、鉄道省釧路工場で再製されている。しかしながら、原形の寸法と再製後の寸法に共通点がなく、部品の一部を再用して新造されたとするのが、実情に則しているといえる。
ケ94は、1944年（昭和19年）5月30日付けで北海道鉄道局に転属している。函館本線軍川駅（現在の大沼駅） - 森駅間の線増工事用または据付ボイラーとして使用されたものと思われるが、実情についての記録はない。そのまま1953年度に車籍抹消されているが、その間の用途も不明である。また、施設局の台帳にも記載されていなかった。
ケ95については、1944年の旧佐世保鉄道線（松浦線）改軌完成後も転出せず、廃車は1948年（昭和23年）5月である。その後、1949年（昭和24年）4月11日付けで大分交通に譲渡され、同社の豊州線で使用されたが、実際の入線は国有鉄道での廃車宣告以前であったようである。同社では改番されることなく、ケ95のまま1953年（昭和28年）9月の廃線まで使用され、その後も豊前善光寺駅に放置してあったようである。
ケ700形の2両については、1943年（昭和18年）12月23日付けで新潟鉄道局に転属し、工事用とされたようである。施設局の台帳では車蒸82、車蒸83となっている。しかしながら、配属は熱海施設部のみであるとされており、転属の記録と矛盾する。熱海施設部においては、後の新日本坂トンネルの掘削と東海道本線用宗駅 - 焼津駅間の改良工事が、新潟では信越本線の長岡駅 - 新津駅間の線増工事が行われていた。両者は時期的に重複しており、いずれで使用されたかは確証がない。除籍は、1949年度であった。

## 主要諸元
ケ93形の諸元を記す。
- 全長：5,836mm
- 全高：3,048mm
- 軌間：762mm
- 車軸配置：0-4-0(B)
- 動輪直径：610mm
- 弁装置：ワルシャート式
- シリンダー（直径×行程）：216mm×305mm
- ボイラー圧力：12.0kg/cm2
- 火格子面積：0.42m2
- 全伝熱面積：15.6m2
- 機関車運転整備重量：10.2t
- 機関車動輪上重量（運転整備時）：10.2t
- 水タンク容量：1.36m3
- 燃料積載量：0.28t
- 機関車性能
  - シリンダ引張力：2,380kg
- ブレーキ方式：手ブレーキ、蒸気ブレーキ